# .ca
.ca ist die länderspezifische Top-Level-Domain (ccTLD) Kanadas. Sie wird durch die Canadian Internet Registration Authority (kurz CIRA) verwaltet und gehört zu den ältesten Top-Level-Domains weltweit, sie existiert bereits seit dem 14. Mai 1987.

## Verwaltung
Zunächst wurde die Verwaltung der Top-Level-Domain .ca der University of British Columbia zugewiesen, wo die Domain von einer einzigen Person verwaltet wurde. Im Jahr 2000 wurde die Verwaltung der Domain schließlich an die gemeinnützige Canadian Internet Registration Authority übergeben. Adressen können wie üblich nicht direkt beantragt werden, sondern müssen über einen Domain-Name-Registrar angefordert werden.
Trotz der restriktiven Vergabekriterien ist die Top-Level-Domain .ca international vergleichsweise bedeutend. Im Dezember 2012 wurde erstmals die Marke zwei Millionen registrierter Adressen überschritten, womit sich .ca deutlich vor der Endung .us positioniert hat.

## Eigenschaften
Registrierungen finden heute ausschließlich auf zweiter Ebene statt. Früher gab es die Möglichkeit, auch auf dritter Ebene unter einer Domain auf zweiter Ebene, die den Bundesstaat repräsentiert, eine Adresse zu registrieren, jedoch besteht diese Möglichkeit seit Oktober 2010 nicht mehr. Bestehende Adressen durften beibehalten werden. Nur natürliche oder juristische Personen mit einem Wohnsitz oder einer Niederlassung in Kanada dürfen .ca-Domains registrieren. Einzige Ausnahme sind Inhaber einer in Kanada eingetragenen Marke, die dann allerdings exakt der gewünschten Domain entsprechen muss.
Im Januar 2012 hat CIRA ein Konsultationsverfahren begonnen, um die Unterstützung internationalisierter Domainnamen zu überprüfen. Dieses wurde im Februar des gleichen Jahres abgeschlossen und anschließend im Herbst verkündet, insgesamt 16 Zeichen der französischen Sprache zulassen zu wollen. Diese sollen voraussichtlich ab Januar 2013 zur Verfügung stehen, Inhaber bestehender Domains werden bei der Vergabe sprachlich ähnlicher Adressen bevorzugt behandelt. Eine klassische Sunrise- und Landrush-Periode gab es nicht. 

## Datenschutz
Im Gegensatz zu den meisten anderen Top-Level-Domains ist der Inhaber einer Adresse nicht öffentlich einsehbar, sofern es sich um eine Privatperson und nicht um ein Unternehmen handelt. Dies geht auf eine Änderung der Datenschutzrichtlinie von CIRA im Juli 2008 zurück. Sie wurde sowohl von Juristen als auch der Unterhaltungs- und Filmindustrie als zu wenig beziehungsweise zu stark restriktiv kritisiert.
Im August 2012 wurden Inhaber von .ca-Domains Opfer eines größeren Phishing-Angriffs. In einer gefälschten E-Mail wurden sie gebeten, ihre Domain kostenpflichtig zu verlängern, obwohl diese noch gar nicht ausgelaufen war. Die Vergabestelle CIRA hat die betreffende Website circa.cc, über welche der Betrug abgewickelt wurde, abgeschaltet und die Domain aus Sicherheitsgründen auf sich selbst registriert.

## Bedeutung
Die Vergabestelle CIRA veröffentlichte Mitte 2013 ein sogenanntes Factbook, in dem die Verbreitung und Bedeutung der Top-Level-Domain dargestellt wird. Demnach besitzt .ca unter kanadischen Nutzern einen Marktanteil von 30 Prozent und liegt direkt hinter .com. 49 Prozent aller Kanadier würden .ca beim Surfen bevorzugen.